# Vincent Berger
Pour les articles homonymes, voir Berger (homonymie) et Vincent Berger (homonymie).
 (septembre 2023).
Vincent Berger, né le 28 octobre 1967 à Saint-Amand-Montrond, est un physicien et haut fonctionnaire français. Il est Haut-Commissaire à l'énergie atomique depuis le 13 septembre 2023.
Président de l'Université Paris Diderot de mai 2009 à octobre 2013, il aura été, en 2012, rapporteur général des Assises de l'enseignement supérieur et de la recherche, puis, après son départ de l'Université Paris Diderot, conseiller "Enseignement supérieur et recherche" auprès du Président de la République François Hollande, à partir du 11 octobre 2013 puis conseiller "Éducation, enseignement supérieur et recherche" du 8 avril 2014 jusqu'au 31 août 2015. Il a rejoint le CEA en septembre 2015, dont il a dirigé la "Direction de la Recherche Fondamentale" (DRF) jusqu'au 1er novembre 2019. Il a été nommé conseiller maître à la cour des comptes (France) par nomination au conseil des ministres du 21 octobre 2020.
Le 13 septembre 2023, il a été nommé haut-commissaire à l'énergie atomique.

## Biographie
Vincent Berger fait ses études supérieures à l'École normale supérieure. Il commence sa thèse en 1990[réf. souhaitée] dans le LCR (Laboratoire Central de Recherche) du groupe Thomson, situé à Orsay, sous la direction de Nakita Vodjdani et de Claude Weisbuch. Une fois sa thèse passée, il est embauché dans l'équipe dans laquelle il a fait sa thèse. Son supérieur hiérarchique est alors Emmanuel Rosencher [réf. souhaitée]jusqu'en 1998, quand ce dernier part à l'ONERA. Il reste dans cette équipe jusqu'en 2001. Cette équipe fait partie de Thomson-CSF qui deviendra plus tard Thalès. En 1997 le MIT le classe dans les 100 jeunes scientifiques prometteurs[réf. souhaitée].L'Express le classe la même année dans les 10 jeunes scientifiques Français prometteurs et dans les 100 jeunes Français prometteurs . Ensuite, il devient enseignant à l'Université Paris VII - Diderot en 2001 et rejoint le laboratoire Matériaux et Phénomènes quantiques, dont il devient le directeur,. Il est nommé membre junior de l'Institut universitaire de France de 2006 à 2011. Il dirige l'UFR de Physique (2006- 2009), avant de devenir en 2009, Président de l'Université Paris Diderot. Il est réélu pour un second mandat à la Présidence de cette université en avril 2012, second mandat qu'il interrompt en octobre 2013 pour rejoindre le cabinet du président de la République François Hollande. Il fait également partie du Conseil d'administration du PRES Sorbonne Paris Cité entre février 2010 et octobre 2013, et est nommé, en avril 2012, Président de l'Alliance Université Sorbonne Paris Cité (ou "USPC"). Il est Vice-Président de la Commission des Moyens et des Personnels de la conférence des présidents d'université ("CPU"), de décembre 2010 à octobre 2013.
Vincent Berger est l'auteur de plus de 150 publications scientifiques et de 16 brevets[réf. nécessaire].
Le 11 juillet 2012, il est nommé rapporteur général des Assises nationales de l'enseignement supérieur et de la recherche. Le 17 décembre 2012, il remet le rapport des Assises de l'enseignement supérieur et de la recherche au président de la République François Hollande. Le 11 octobre 2013, il est nommé "Conseiller Enseignement supérieur et Recherche" auprès du Président de la République François Hollande. Il devient ensuite "Conseiller Éducation, Enseignement supérieur et Recherche". Il est mis fin à ses fonctions par un décret du 28 août 2015, avec effet au 31 août, pour son intégration au CEA.
Il a été par ailleurs président-fondateur de l'association pour la réunification en Corée du Sud du fonds documentaire des protocoles royaux de la dynastie Joseon, qui a milité pour le retour des manuscrits royaux à Séoul, aux côtés de Jack Lang. Le vœu de cette association a été exaucé le 12 novembre 2010, lorsqu'en marge du G20, les présidents Nicolas Sarkozy et Lee Myung Bak décident du retour de ces manuscrits à Séoul.

## Principaux travaux
Les principaux travaux de physicien de Vincent Berger ont concerné les thématiques suivantes :
- physique des hétérostructures semiconductrices ;
- physique et technologie des dispositifs opto-électroniques (détecteurs infrarouge, sources de photons jumeaux, dispositifs non linéaires et matériaux photoniques).

## Distinctions

### Prix
- Prix Fabry-De Gramont de la Société française d’optique (2001)[11]
- Prix « Young Innovator » décerné par le MIT (2002)[12]
- Membre junior de l'institut universitaire de France (2006)[13]
- Médaille de l'ordre du Mérite diplomatique de la République de Corée[14].

### Décorations
- Chevalier de la Légion d'honneur Vincent Berger est fait chevalier le 2 avril 2010[15].
- Officier de l'ordre national du Mérite Il a été promu officier le 15 mai 2017[16].